# Делавер (Огайо)
Делавер (англ. Delaware) — місто (англ. city) в США, в окрузі Делавер штату Огайо. Населення — 41 302 особи (2020).

## Географія
Делавер розташований за координатами 40°17′12″ пн. ш. 83°4′29″ зх. д. / 40.28667° пн. ш. 83.07472° зх. д. (40.286559, -83.074860). За даними Бюро перепису населення США в 2010 році місто мало площу 49,40 км², з яких 49,09 км² — суходіл та 0,32 км² — водойми.

## Демографія
Згідно з переписом 2010 року, у місті мешкали 34 753 особи в 13 253 домогосподарствах у складі 8579 родин. Густота населення становила 703 особи/км². Було 14192 помешкання (287/км²).
Расовий склад населення:
| - 90,6 % — білих - 4,5 % — чорних або афроамериканців - 1,4 % — азіатів - 0,2 % — корінних американців |

До двох чи більше рас належало 2,5 %. Частка іспаномовних становила 2,5 % від усіх жителів.
За віковим діапазоном населення розподілялося таким чином: 25,5 % — особи молодші 18 років, 63,4 % — особи у віці 18—64 років, 11,1 % — особи у віці 65 років та старші. Медіана віку мешканця становила 33,2 року. На 100 осіб жіночої статі у місті припадало 92,2 чоловіків; на 100 жінок у віці від 18 років та старших — 89,2 чоловіків також старших 18 років.
Середній дохід на одне домашнє господарство становив 70 062 долари США (медіана — 54 367), а середній дохід на одну сім'ю — 84 016 доларів (медіана — 71 219). Медіана доходів становила 51 590 доларів для чоловіків та 40 325 доларів для жінок. За межею бідності перебувало 9,3 % осіб, у тому числі 9,6 % дітей у віці до 18 років та 7,9 % осіб у віці 65 років та старших.
Цивільне працевлаштоване населення становило 18 177 осіб. Основні галузі зайнятості: освіта, охорона здоров'я та соціальна допомога — 24,3 %, роздрібна торгівля — 12,4 %, виробництво — 11,3 %, науковці, спеціалісти, менеджери — 11,1 %.